# Heudicourt (Eure)
Heudicourt è un comune francese di 649 abitanti situato nel dipartimento dell'Eure nella regione della Normandia.

## Società

### Evoluzione demografica
Abitanti censiti